# Тарновська-Воля (Лодзинське воєводство)
Тарновська-Воля (пол. Tarnowska Wola) — село в Польщі, у гміні Любохня Томашовського повіту Лодзинського воєводства.
Населення — 396 осіб (2011).
У 1975-1998 роках село належало до Пйотрковського воєводства.

## Демографія
Демографічна структура станом на 31 березня 2011 року:
|          | Загалом | Допрацездатний вік | Працездатний вік | Постпрацездатний вік |
| -------- | ------- | ------------------ | ---------------- | -------------------- |
| Чоловіки | 211     | 60                 | 133              | 18                   |
| Жінки    | 185     | 40                 | 105              | 40                   |
| Разом    | 396     | 100                | 238              | 58                   |